# Banovina
 Banovina  falu Horvátországban, Tengermellék-Hegyvidék megyében. Közigazgatásilag Fužinéhez tartozik.

## Fekvése
Fiume központjától 23 km-re délkeletre, községközpontjától  2 km-re délre fekszik.

## Története
A településnek 1857-ben 268, 1910-ben 232 lakosa volt. 1920-ig Modrus-Fiume vármegye Delnicei járásához tartozott. 2001-ben a falunak 151 lakosa volt.

## Lakosság
| Lakosság változása | Lakosság változása | Lakosság változása | Lakosság változása | Lakosság változása | Lakosság változása | Lakosság változása | Lakosság változása | Lakosság változása | Lakosság változása | Lakosság változása | Lakosság változása | Lakosság változása | Lakosság változása | Lakosság változása | Lakosság változása |
| ------------------ | ------------------ | ------------------ | ------------------ | ------------------ | ------------------ | ------------------ | ------------------ | ------------------ | ------------------ | ------------------ | ------------------ | ------------------ | ------------------ | ------------------ | ------------------ |
| 1857               | 1869               | 1880               | 1890               | 1900               | 1910               | 1921               | 1931               | 1948               | 1953               | 1961               | 1971               | 1981               | 1991               | 2001               | 2011               |
| 268                | 265                | 255                | 259                | 279                | 232                | 208                | 224                | 179                | 199                | 187                | 176                | 210                | 166                | 151                | 0                  |